# 皋虞站
皋虞站位于中华人民共和国山东省青岛市即墨区309国道，是青岛地铁11号线的地铁车站。2018年4月23日开通。